# Mistrzostwa Świata w Saneczkarstwie 1978
Mistrzostwa Świata w Saneczkarstwie 1978 – osiemnasta edycja mistrzostw świata w saneczkarstwie, rozegrana w 1978 roku w austriackim Imst. W tym mieście mistrzostwa odbyły się już drugi raz (wcześniej w 1963). Rozegrane zostały trzy konkurencje: jedynki kobiet, jedynki mężczyzn oraz dwójki mężczyzn. W tabeli medalowej najlepszy był Związek Socjalistycznych Republik Radzieckich.

## Wyniki

### Jedynki kobiet
| Medal | Zawodniczka         | Państwo | Czas | Strata |
| ----- | ------------------- | ------- | ---- | ------ |
|       | Wiera Zozula        | ZSRR    |      |        |
|       | Andrea Fendt        | RFN     |      |        |
|       | Angelika Schafferer | Austria |      |        |

### Jedynki mężczyzn
| Medal | Zawodnik         | Państwo | Czas | Strata |
| ----- | ---------------- | ------- | ---- | ------ |
|       | Paul Hildgartner | Włochy  |      |        |
|       | Anton Winkler    | RFN     |      |        |
|       | Manfred Schmid   | Austria |      |        |

### Dwójki mężczyzn
| Medal | Zawodnicy                         | Państwo | Czas | Strata |
| ----- | --------------------------------- | ------- | ---- | ------ |
|       | Dainis Bremze, Aigars Kriķis      | ZSRR    |      |        |
|       | Walerij Jakuszyn, Władimir Szytow | ZSRR    |      |        |
|       | Hans Rinn, Norbert Hahn           | RFN     |      |        |

## Klasyfikacja medalowa
| Miejsce | Państwo | złoto | srebro | brąz | Razem |
| ------- | ------- | ----- | ------ | ---- | ----- |
| 1.      | ZSRR    | 2     | 1      | 0    | 3     |
| 2.      | Włochy  | 1     | 0      | 0    | 1     |
| 3.      | RFN     | 0     | 2      | 0    | 2     |
| 4.      | Austria | 0     | 0      | 2    | 2     |
| 5.      | NRD     | 0     | 0      | 1    | 1     |